# Disbiose
A disbiose é a designação dada ao desequilíbrio da flora intestinal. A Disbiose não é uma doença, mas uma condição clínica que predispõe a inúmeras patologias. No nosso corpo, temos mais microorganismos do que células. Dito isso, no intestino saudável existem 30 a 400 trilhões de microorganismos, que inclui as bactérias. Normalmente, as bactérias do nosso intestino devem estar em simbiose, ou seja, em equilíbrio.
O termo Disbiose aparece justamente quando há um desequilíbrio entre as bactérias “boas” e “ruins” do nosso intestino. Isso ocorre, principalmente, devido a alimentação industrializada e o processo de refinamento do açúcar, fazendo com que estejamos na era da disbiose, sendo o seu diagnóstico cada vez mais comum no consultório.

## Causas
As causas mais frequentes da disbiose são o stress, a fome, a presença de parasitas, o uso de antibióticos, e as mudanças de altitude.
Pode ainda estar associada a diarreia ligeira ou a fatores alimentares, como alergias, falta de secreção digestiva, dieta com excesso de proteína, gordura ou carboidrato ou com baixo teor de fibra ou carência de vitaminas.
A disbiose é também apontada como uma das causas da síndrome da hipermeabilidade intestinal. Também pode causar alterações do sistema imunitário.